# Ramona (film, 1928)
Pour les articles homonymes, voir Ramona.
Pour plus de détails, voir Fiche technique et Distribution.

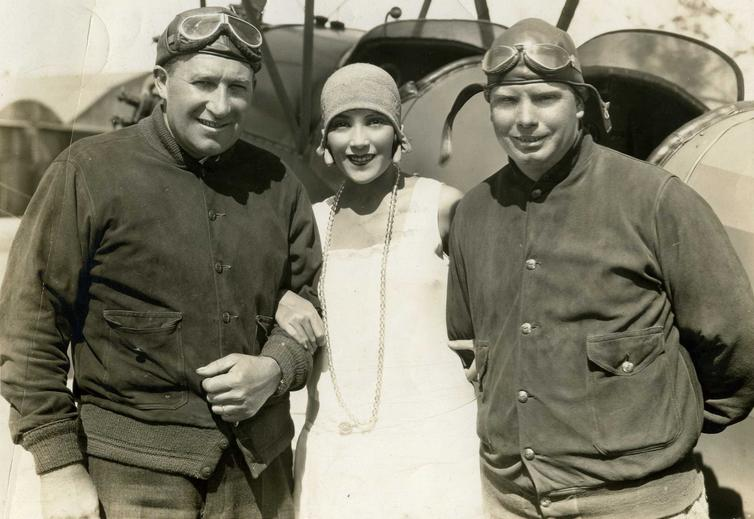
Le directeur de la photographie Robert Kurrle, Dolores del Río et l'aviateur Charles Lippiat.

Ramona est un long métrage  muet américain, de 80 min, réalisé par Edwin Carewe, sorti en 1928.
Il s'agit d'une nouvelle adaptation du roman Ramona par Helen Hunt Jackson et paru en 1884.

## Synopsis
L'histoire, inspirée du roman, est celle d'une jeune fille orpheline et métis amérindienne qui vit en Californie du Sud et qui souffre de la discrimination raciale et de la misère : lorsque Ramona découvre qu'elle est métisse, elle choisit de s'identifier comme Amérindienne, et non comme Mexicaine américaine, afin de pouvoir épouser Alessandro, également amérindien. Ils ont un enfant, mais celui-ci meurt tragiquement, un médecin blanc ayant refusé de l'aider à cause de sa couleur de peau. Le couple s'en va, mais Alessandro est tué par un homme blanc à qui il a volé son cheval. Ramona retrouve son ami d'enfance Felipe et tente de surmonter sa dépression en commençant une nouvelle vie avec lui.

## Fiche technique
- Réalisateur : Edwin Carewe
- Scénaristes : Finis Fox d'après l'œuvre de Helen Hunt Jackson
- Musique originale : Hugo Riesenfeld
- Directeur de la photographie : Robert Kurrle
- Montage : Jeanne Spencer
- Directeur artistique : Albert S. D'Agostino
- Sociétés de production : Inspiration Pictures
- Pays d'origine : USA
- Genre : Drame, romance
- Format :  Noir et blanc - 1,20:1 - 35 mm  - Son mono (MovieTone)
- Durée : 80 minutes
- Dates de sortie : 28 mars 1928 (Los Angeles) ;  France : 31 mai 1929

## Distribution
- Dolores del Río - Ramona
- Warner Baxter - Alessandro
- Roland Drew - Felipe
- Vera Lewis - Señora Moreno
- Michael Visaroff - Juan Canito
- John T. Prince - Père Salvierderra
- Mathilde Comont - Marda
- Carlos Amor - Berger
- Jess Cavin - Chef des bandits
- Rita Carewe - Bébé

## Bande son
Ce fut le premier film sonore distribué par United Artists : la partition et les effets sonores étaient synchronisés par le procédé MovieTone, mais les dialogues étaient toujours contenus dans des intertitres et non parlés.
La bande son comporte notamment la chanson Ramona, de Gilbert Wolfe pour les paroles originales et Mabel Wayne pour la musique, chantée par Dolores del Rio. La version francaise de Saint-Granier aura notamment un succès considérable, reprise entre autres par Tino Rossi.